# Fallout 2
Fallout 2 là tựa game nhập vai thế giới mở lấy bối cảnh hậu tận thế do hãng Black Isle Studios phát triển và Interplay phát hành vào năm 1998. Trong khi thế giới của trò chơi lớn hơn đáng kể và một cốt truyện sâu rộng hơn nhiều, nó chủ yếu sử dụng đồ họa và cơ chế game tương tự như phiên bản gốc Fallout. Câu chuyện của trò chơi diễn ra vào năm 2241, 80 năm sau các sự kiện của Fallout. Fallout 2 kể về câu chuyện hậu duệ của người anh hùng trong bản gốc và trọng trách phải cứu lấy bộ lạc nguyên thủy của mình thoát khỏi nạn đói đang kề cận bằng cách đi tìm cỗ máy phục hồi môi trường cổ xưa được gọi là Garden of Eden Creation Kit (GECK).

## Cốt truyện
Trong một tương lai không xa vào thế kỷ 22, thế giới nổ ra một cuộc chiến tranh hạt nhân với lượng vũ khí hạt nhân đủ sức phá hủy 10 lần Trái Đất này. Nhân loại bỗng chốc bị tiêu diệt và nền văn minh lâu đời gần như lụi tàn. Trái Đất chỉ còn lại đất đá như thời sơ khai cách đây hàng triệu năm. Dân tộc của nhân vật chính giờ chỉ còn vài chục người hiện đang trú ngụ tại làng Arroyo. Thời gian dần trôi qua cho đến năm 2241, Arroyo nguyên thủy phải chịu nạn hạn hán tồi tệ nhất trong lịch sử. Đối mặt với thảm họa này, đã đến lúc họ phải tìm cho mình nguồn lương thực mới, tìm đồng minh và khám phá "thế giới sau chiến tranh hạt nhân". Họ đã chứng kiến những cảnh tượng khủng khiếp và mong muốn xây dựng lại một thế giới hòa bình. Người Cứu Thế (Chosen One) tức nhân vật được thần linh và mọi người lựa chọn sẽ là người đảm nhận trách nhiệm vĩ đại này. Người Cứu Thế phải tìm cho được vùng Vault 13 và G.E.C.K – Garden of Eden Creation Kit – vật thần bí sẽ giúp Người Cứu Thế xây dựng nên một thế giới hòa bình theo ước muốn của mọi người.

## Lối chơi
Fallout 2 tập trung phát huy những ưu điểm nổi bật của thể loại game nhập vai trong một thế giới mở rộng lớn bao la và tạo ra nhiều tình huống ly kỳ hấp dẫn hơn bản Fallout gốc. Cách chiến đấu của trò chơi diễn ra dưới dạng theo lượt và dựa trên điểm hành động (Action Point viết tắt AP), đồng thời người chơi có thể tự do di chuyển theo ý muốn cho đến khi họ bước vào cuộc chiến. Việc chiến đấu tạo cho người chơi một số điểm AP dùng để di chuyển, khai hỏa, kiểm tra trang thiết bị và nạp đạn. Khi người chơi sử dụng hết điểm AP thì sẽ kết thúc lượt đi của mình và chuyển sang lượt đi của quân địch. Nếu người chơi sống sót không hề hấn gì thì điểm AP tự động phục hồi. Chấn thương và các chất độc có thể làm giảm số lượng điểm AP hiện hữu trong cả hai lượt đi một mình và bán vĩnh viễn cho đến khi kết thúc chiến đấu và người chơi mới có thể được điều trị. Chiến đấu và hoàn thành công việc hoặc nhiệm vụ sẽ thưởng điểm kinh nghiệm cho người chơi nâng cấp nhân vật của mình và thừa hưởng đặc quyền đặc lợi để trở nên phù hợp hơn với thế giới sau tận thế chứa đầy hiểm nguy rình rập. Lối chơi nhìn chung bao gồm đi phiêu bạt khắp nơi và giao lưu với người dân và các tổ chức địa phương để hoàn thành các mục tiêu và cứu giúp hoặc kiềm chế các NPC. Hành động của người chơi co thể tác động đến diễn biến câu chuyện hoặc những cơ hội mở ra trong tương lai.
Vì đây là tựa game có chủ đề dành người trưởng thành nên trong game có nhiều câu chữ thô tục và tiếng lóng của giới giang hồ. Fallout 2 lại lấy bối cảnh thời hậu tận thế nên người chơi sẽ chứng kiến những hình ảnh điển hình như tội phạm có tổ chức, tệ nạn mại dâm và chế độ nô lệ, cùng với việc tiêu thụ rượu bia, sử dụng ma túy và quan hệ tình dục bừa bãi.

## Nhân vật

### Nhân vật chính
Fallout 2 đã tạo sẵn ba nhân vật theo ba tính cách khác nhau dựa theo hệ thống nhập vai đặc biệt, nhưng người chơi vẫn có thể tạo cho mình một mẫu nhân vật mới theo ý riêng. Nếu muốn nhân vật của mình có chỉ số tương xứng thì người chơi buộc phải hi sinh một khả năng nào đó. Ba nhân vật có sẵn trong game gồm: 
- Narg – Trời phú cho Narg thể chất đặc biệt, sức mạnh hơn người, khả năng chịu đựng và sự nhanh nhẹn nên Narg dễ dàng trở thành một trong những thợ săn giỏi nhất của bộ lạc. Nhưng chính điều đó đã làm cho Narg trở nên kiêu căng, tự phụ. Anh ta luôn ép buộc mọi người phải tuân theo ý kiến của mình và luôn tỏ ra mình là người lãnh đạo bộ lạc.[6]
- Mingan – Trái với Narg, Mingan là người nhỏ nhẹ, am hiểu nhưng có tính tò mò. "Bàn tay chà đồ nhôm" của Mingan thích nhận hối lộ và lấy cắp của người khác. Trước đây, Mingan được mọi người tin yêu và từng là ứng cử viên sáng giá cho vị trí Người Cứu Thế. Nhưng bây giờ, mọi người cho rằng anh ta đang bộc lộ nhược điểm và tài năng ngày càng giảm sút.[6]
- Chitsa – Là một cô gái khả ái, gương mặt quyến rũ và thân hình hấp dẫn của Chitsa đủ làm say đắm bất kỳ người đàn ông nào. Hơn nữa, cô còn là một người rất thông thái vì thường xuyên đi du khảo. Đặc biệt trong chuyến đi đến vùng WASTE, Chitsa từng phải đối phó với những tình huống "ngàn cân treo sợi tóc".[6]

### Nhân vật đồng hành
- Cassidy – Chủ nhân một quán rượu ở thành phố Vault mà người chơi có thể chiêu mộ. Anh ta có thể sử dụng bất kỳ loại súng trường nào và chiến đấu giáp lá cà rất tốt.
- Lenny – Còn gọi là dân Goul. Anh ta là bác sĩ ở làng Tắc Kè (Grecko Village) và là người rất ngưỡng mộ tổ tiên của nhân vật chính. Với lượng HP, tốc độ hồi phục sức khỏe cao, anh ta có thể cứu chữa cho người chơi khi bị thương. Lenny có thể sử dụng các loại súng nhỏ như Needler Pistol.
- Sulik – Là một cao thủ sử dụng vũ khí cận chiến và có thể sử dụng SMG. Người chơi có thể nhờ Sulik hỏi thần linh trên xương mũi anh ta về thành phố mà mình đến và cả những cơ hội thành đạt.
- Vic – Là kỹ sư và có khả năng sử dụng các loại súng nhỏ. Người chơi có thể nhờ anh ta sửa chữa những món đồ như máy phát điện.
- Marcus – Là cảnh sát trưởng khu vực Broken Hills và sử dụng rất tốt những loại súng lớn và vũ khí năng lượng nhưng không thể mặc áo giáp vì chẳng có cái nào vừa với thân hình quá khổ của anh ta.
- Goris – Là sinh viên trong khu Vault 13 và rất giỏi trong chiến đấu giáp lá cà vì anh ta sử dụng móng vuốt.
- K-9 – Một loại chó điện tử và là cao thủ trong cận chiến. Nó có lượng HP cao nhưng lại chẳng có vũ khí nào khác ngoài món "cẩu xực".
- Skynet – Một loại Robot đời R2D2, có thể sử dụng các loại súng và có khả năng vô hiệu hóa những robot an ninh và hệ thống bảo vệ.
- Myron – Là một nhà khoa học chuyên chế tạo loại thuốc gây nghiện Jet, rất yếu đuối và phiền hà. Nhưng anh ta biết tạo ra bất kỳ loại hóa chất nào như Stimpack, Super Stimpack, Radscorpion Antidote. Có khả năng sử dụng các loại súng nhỏ.
- Miria – Là vợ của nhân vật chính đã cưới nhau ở Modoc. Cô ta rất yếu đuối và có thể bắn các loại súng nhỏ nhưng không chính xác.
- Dogmeat – Giống như Fallout gốc, người chơi có thể tìm thấy Dogmeat ở quán cafe Vỡ Mộng (Cafe of Broken Dreams). Nó sẽ không phản ứng gì trừ khi nhìn thấy người chơi mặc bộ đồ Vault 13. Nó ghét màu xanh như bò tót ghét màu đỏ vậy. Vì thế người chơi nên cởi bộ giáp Vault 13 khi muốn nói chuyện với nó. Hãy chú ý bảo vệ nó vì trong Fallout 2 nó có thể trở thành miếng Dogmeat chỉ sau một phát đạn M72 Gauss Rifle.

### Chủng loại sinh vật
Trước đây chúng cũng chỉ là những sinh vật nhỏ bé dễ thương, gần gũi với con người. Nhưng giờ đây chất phóng xạ đã biến chúng trở thành loài vật dị dạng nguy hiểm.
Họ Tắc kè
- Silver Gecko – Loại hiền nhất trong game. Bộ da của nó bán được 25 đồng.
- Golden Gecko – Loại này khá nguy hiểm nhưng bộ da của nó có giá tới 125 đồng.
- Fire Gecko – Loại này rất nguy hiểm vì chúng có thể phun lửa khi người chơi đến gần mà da lại chẳng đáng đồng nào.

Họ móng vuốt
- Baby DeathClaw – Loại này không gây khó khăn nhiều nhưng bên cạnh luôn có vài con trưởng thành khác.
- Adult DeathClaw – Loại này tương đối khó xơi. Người chơi nên thận trọng kiểm tra lại lượng HP, lượng sát thương và dùng khẩu Minigun để tiêu diệt chúng.
- Intelligent DeathClaw – Loại này rất thông minh nên khá nguy hiểm. Có thể thuyết phục nó theo "phe ta" nếu người chơi không làm nó nổi nóng. Ngược lại, người chơi sẽ phải chiến đấu vất vả với nó.

Họ chuột
- Normal Rat – Là loại chuột hạ đẳng nên có thể coi như bài luyện tập thể lực và kinh nghiệm cho người chơi vào lúc đầu game.
- Pig Rat – Loại này vừa ham ăn như heo vừa lanh lợi như chuột nhưng cũng không đáng quan tâm.
- Mole Rat – Loại này thường đi theo bầy nên hay chơi chiêu "lấy thịt đè người". Người chơi có thể dùng dễ dàng tiêu diệt nó với bất cứ loại súng nào trong tay.
- Intelligent Rat – Loại này khá thông minh hơn đồng loại của chúng nhưng cũng không gây khó khăn đáng kể cho người chơi nếu có súng trong tay.

Họ côn trùng
- Small Radscorpion – Là loại bò cạp nhỏ và đuôi có chất độc. Chất độc của bò cạp phát tác sau khoảng thời gian từ hai đến ba ngày nhưng cũng khiến người chơi mất HP. Nếu lỡ bị trúng độc thì nên dùng bột giải độc Antidote.
- Large Radscorpion – Loại này lớn hơn Small Radscorpion nên khó khăn hơn chút ít. Người chơi cần áp dụng chiến thuật như đối với loại Small Radscorpion là đánh một đòn rồi di chuyển.
- Mantis – Loại này rất ngu ngốc, tạo dịp cho người chơi tăng điểm kinh nghiệm.
- Giant Ant – Loại này tuy có thân hình to lớn nhưng trí não cũng chẳng hơn gì đồng loại của chúng, đồng thời là một dịp tốt để người chơi kiếm thêm điểm kinh nghiệm.

Robot
- RoboBrain – Là robot nhiều mặt đã được cài đặt trí thông minh sinh học của loài người. Nó có thể dùng nhiều tay với nhiều loại vũ khí khác nhau để chiến đấu.
- Floating Eyeball – Một loại robot có khả năng nhận thức nhanh. Vũ khí của nó là chiếc roi điện tầm gần.
- Sentry Bot – Là loại robot hạng nặng được trang bị súng phóng lựu và Minigun. Các nhân vật đồng hành NPC đều rất e ngại loại robot này. Người chơi chỉ cần rón rén vòng ra sau lưng nó và thả vài quả lựu đạn EMP thế là kết liêu xong con robot này.
- Mr. Handy – Từng là một chủng loại người máy cho gia đình phổ biến trước chiến tranh hạt nhân. Lợi thế của loại này là có nhiều tay nên nếu bị sa vào tay chúng thì người chơi sẽ lâm vào tình cảnh "ngàn cân treo sợi tóc".

### Số khác
- Floater – Loại này không có chân và vũ khí của chúng là khí thối. Người chơi chỉ cần đốt chúng bằng những loại vũ khí năng lượng hoặc phun lửa.
- Centaur – Một giống loài thường đi thành bầy nên người chơi chỉ có thể tiêu diệt chúng từ xa.
- Brahmin – Một loại bò hai đầu rất hiền lành và không gây nguy hiểm cho mọi người. Chúng còn được coi là nguồn lương thực thiết yếu của dân chúng.
- Wanamingo – Một giống loài rất nhanh nhẹn và có thể chống lại vũ khí laser.
- Spore Plant – Một loại cây ăn thịt mà người chơi sẽ gặp nó đầu tiên tại vườn thuốc của thầy lang Hakunin trong làng Arroyo.
- Floor Turret – Một cỗ máy bảo vệ khá nguy hiểm. Tốt nhất là người chơi nên tránh đụng độ với chúng còn không thì chắc chắn phải dùng đến những loại vũ khí hạng nặng và thuốc nổ, lựu đạn, EMP.
- Dog – Một giống chó sói hung dữ lang thang ngoài hoang mạc. Khác xa tổ tiên chó sói của chúng, loại này có thể phóng ra tia phóng xạ.

## Đón nhận
Fallout 2 nhận được đánh giá tích cực nhất từ giới phê bình. Trang tổng hợp bình luận Metacritic đã chấm cho game số điểm 86/100 dựa trên 15 bài đánh giá. Các tác giả viết bài đánh giá đã khen ngợi lối chơi, cốt truyện, và xứng đáng là người kế thừa của bản Fallout gốc, trong khi những người phản đối chỉ trích lỗi thường xuyên và thiếu sự cải tiến trong phiên bản đầu tiên, Daniel Morris của GamePro ca ngợi sự pha trộn của hành động và tương tác nhân vật cũng như lối chơi phi tuyến tính. IGN thì hoan nghênh nhà phát triển về văn bản và thế giới rộng lớn trong game, và nói rằng "chẳng sửa chữa một thứ gì đó mà không bị hỏng". Game Revolution ca ngợi chiều sâu và cốt truyện của game, nhưng chỉ trích đồ họa và giao diện của nó. Vào năm 2013, GamesRadar đã xếp Fallout 2 đứng thứ hạng 68 trong danh sách trò chơi điện tử hàng đầu của mọi thời đại. Cùng năm đó, IGN đã xếp hạng trò chơi như là tựa game nhập vai xuất sắc nhất thứ 28 từ trước đến giờ.